# Championnats d'Europe de skyrunning 2015
Navigation
2013 2017
Les Championnats d'Europe de skyrunning 2015 constituent la sixième édition des championnats d'Europe de skyrunning, compétition internationale gérée par la fédération internationale de skyrunning. Ils ont lieu du 17 mai au 12 juillet 2015.
La célèbre course Zegama-Aizkorri accueille l'épreuve de SkyRace le 17 mai sur son parcours de 42,2 km comprenant 5 472 m de dénivelé positif total. Le kilomètre vertical se déroule le 26 juin dans le cadre du Marathon du Mont-Blanc sur le parcours de 3,8 km. L'Ultra SkyMarathon a lieu le 12 juillet sur le parcours de 65 km et 5 000 m de dénivelé positif total du Ice Trail Tarentaise.

## Résultats

### SkyRace
La course de Zegama-Aizkorri offre une lutte serrée entre les favoris locaux et les coureurs étrangers. Le Roumain Ionut Zinca prend la tête suivi par l'Italien Tadei Pivk et les Espagnols Aritz Egea, Pere Rullan, Manuel Merillas et Kílian Jornet tout juste rentré du Népal. Tadei et Kílian se détachent à mi-parcours mais ce dernier lève le pied en seconde partie, encore fatigué de son voyage. L'Italien conserve l'avantage jusqu'à la ligne d'arrivée. Les Espagnols Merillas et Rullan complètent le podium. La course féminine voit les favorites locales Oihana Kortazar, Paula Cabrerizo et Azara García mener les débats, suivies de près par l'Italienne Elisa Desco. Cette dernière craque en fin de course et termine à la sixième place. Azara prend le meilleures sur ses compatriotes et s'impose. Paula et Oihana terminent deuxième et troisième respectivement.
| Rang               | Athlète            | Temps           |
| ------------------ | ------------------ | --------------- |
| Médaille d'or      | Tadei Pivk         | 3 h 51 min 11 s |
| Médaille d'argent  | Manuel Merillas    | 3 h 51 min 47 s |
| Médaille de bronze | Pere Rullan        | 3 h 52 min 50 s |
| 4                  | Aritz Egea         | 3 h 59 min 27 s |
| 5                  | Marco De Gasperi   | 3 h 59 min 48 s |
| 6                  | Jessed Hernández   | 4 h 1 min 19 s  |
| 7                  | Michel Lanne       | 4 h 1 min 36 s  |
| 8                  | Ionut Zinca        | 4 h 8 min 59 s  |
| 9                  | Hassan Ait Chaou   | 4 h 9 min 59 s  |
| 10                 | Alfredo Gil García | 4 h 11 min 10 s |

| Rang               | Athlète          | Temps           |
| ------------------ | ---------------- | --------------- |
| Médaille d'or      | Azara García     | 4 h 41 min 23 s |
| Médaille d'argent  | Paula Cabrerizo  | 4 h 43 min 44 s |
| Médaille de bronze | Oihana Kortazar  | 4 h 44 min 57 s |
| 4                  | Emelie Forsberg  | 4 h 49 min 38 s |
| 5                  | Federica Boifava | 4 h 51 min 32 s |
| 6                  | Elisa Desco      | 4 h 57 min 8 s  |
| 7                  | Uxue Fraile      | 4 h 57 min 21 s |
| 8                  | Gemma Arenas     | 4 h 59 min 23 s |
| 9                  | Ragna Debats     | 5 h 9 min 51 s  |
| 10                 | Eva Moreda       | 5 h 12 min 12 s |

### Kilomètre vertical
Le Français François Gonon s'impose en établissant un nouveau record du parcours en 34 min 7 s. Il devance les Norvégiens Stian Angermund-Vik et Thorbjørn Thorsen Ludvigsen. Quatrième de la course, le Colombien Saúl Antonio Padua cède son rang à Rémi Bonnet pour le classement du championnat. L'Espagnole Paula Cabrerizo établit également un nouveau record féminin du parcours en 41 min 11 s. Le podium 100 % espagnol est complété par Laura Orgué et Maite Maiora. L'Américaine Megan Kimmel termine cinquième mais n'est pas classée dans le championnat.
| Rang               | Athlète                     | Temps       |
| ------------------ | --------------------------- | ----------- |
| Médaille d'or      | François Gonon              | 34 min 7 s  |
| Médaille d'argent  | Stian Angermund-Vik         | 34 min 48 s |
| Médaille de bronze | Thorbjørn Thorsen Ludvigsen | 35 min 5 s  |
| 4                  | Rémi Bonnet                 | 36 min 1 s  |
| 5                  | Martin Anthamatten          | 36 min 3 s  |
| 5                  | Kílian Jornet               | 36 min 3 s  |
| 7                  | Werner Marti                | 36 min 19 s |
| 8                  | Nejc Kuhar                  | 36 min 34 s |
| 9                  | Jean-François Philipot      | 36 min 57 s |
| 10                 | Marco Moletto               | 37 min 0 s  |

| Rang               | Athlète            | Temps       |
| ------------------ | ------------------ | ----------- |
| Médaille d'or      | Paula Cabrerizo    | 41 min 11 s |
| Médaille d'argent  | Laura Orgué        | 41 min 29 s |
| Médaille de bronze | Maite Maiora       | 43 min 30 s |
| 4                  | Yngvild Kaspersen  | 44 min 45 s |
| 5                  | Ekaterina Mityaeva | 45 min 20 s |
| 6                  | Azara García       | 45 min 25 s |
| 7                  | Emelie Forsberg    | 45 min 35 s |
| 8                  | Therese Sjursen    | 45 min 54 s |
| 9                  | Iva Milesová       | 46 min 23 s |
| 10                 | Stéphanie Jiménez  | 46 min 46 s |

### Ultra SkyMarathon

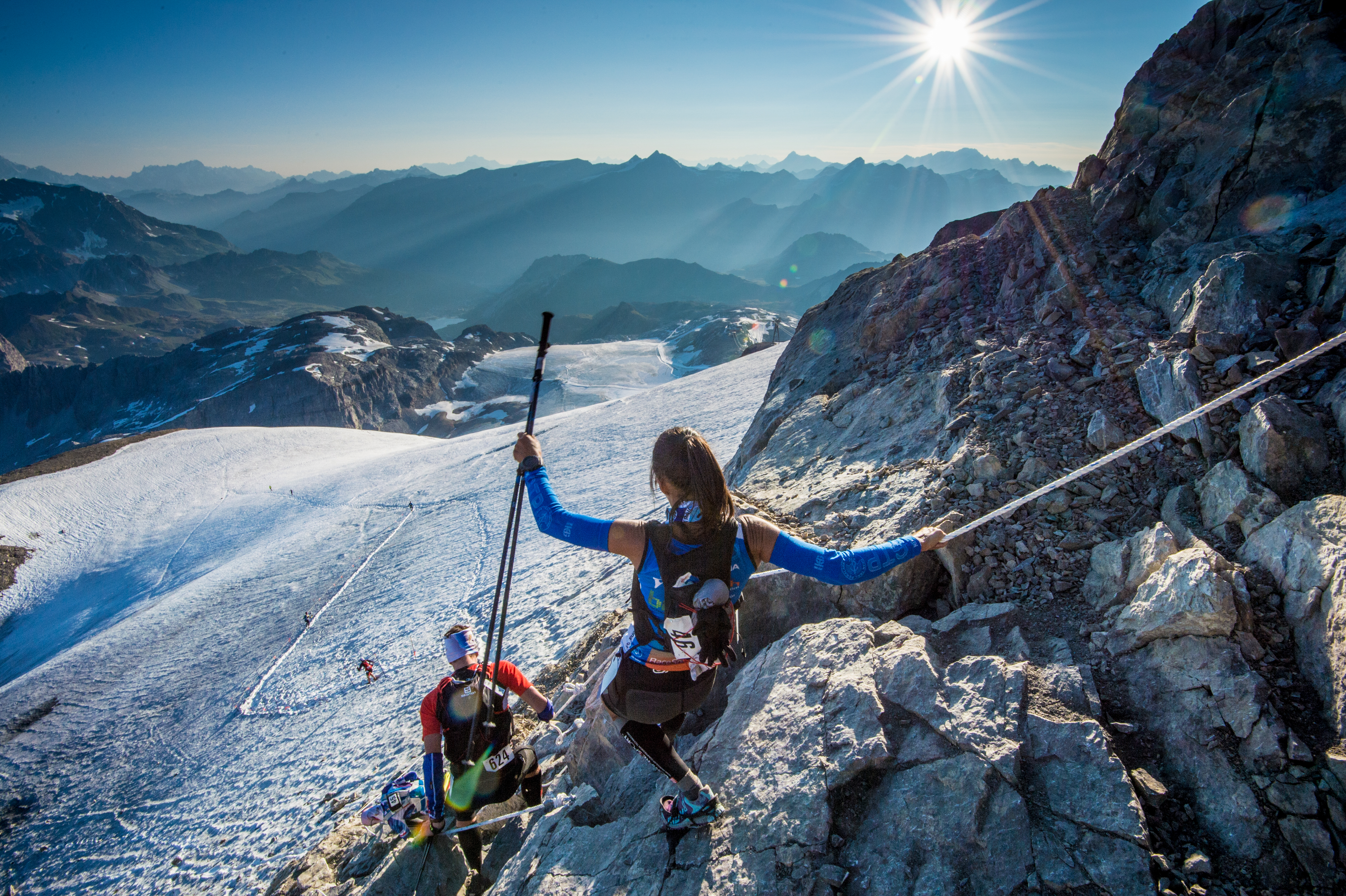
Gemma Arenas sur le parcours de l'Ice Trail Tarentaise.

L'Espagnol Luis Alberto Hernando décroche son troisième titre d'affilée en s'imposant lors de l'Ice Trail Tarentaise. Menant la course du début à la fin, il termine avec plus de 3 minutes d'avance sur son compatriote Manuel Merillas. Le Français Clément Molliet complète le podium. La Suédoise Emelie Forsberg assume son rôle de favorite et remporte son deuxième titre avec une confortable avance de plus de 13 minutes sur la Polonaise Magdalena Łączak. La Tchèque Anna Straková termine sur la troisième marche du podium avec 18 minutes de retard sur Magdalena,.
| Rang               | Athlète               | Temps           |
| ------------------ | --------------------- | --------------- |
| Médaille d'or      | Luis Alberto Hernando | 7 h 43 min 0 s  |
| Médaille d'argent  | Manuel Merillas       | 7 h 50 min 27 s |
| Médaille de bronze | Clément Molliet       | 7 h 54 min 29 s |
| 4                  | Fulvio Dapit          | 8 h 5 min 14 s  |
| 5                  | Fabien Antolinos      | 8 h 12 min 25 s |
| 6                  | Jessed Hernández      | 8 h 13 min 20 s |
| 7                  | Franco Collé          | 8 h 13 min 27 s |
| 8                  | Pablo Villa           | 8 h 30 min 54 s |
| 9                  | Sacha Devillaz        | 8 h 39 min 46 s |
| 10                 | Lionel Poletti        | 8 h 40 min 52 s |

| Rang               | Athlète                  | Temps            |
| ------------------ | ------------------------ | ---------------- |
| Médaille d'or      | Emelie Forsberg          | 9 h 17 min 21 s  |
| Médaille d'argent  | Magdalena Łączak         | 9 h 30 min 37 s  |
| Médaille de bronze | Anna Straková            | 9 h 48 min 46 s  |
| 4                  | Nuria Domínguez          | 9 h 50 min 53 s  |
| 5                  | Anna Comet Pascua        | 11 h 19 min 1 s  |
| 6                  | Michaela Mertová         | 10 h 34 min 53 s |
| 7                  | Gemma Arenas             | 10 h 38 min 21 s |
| 8                  | Ragna Debats             | 11 h 10 min 12 s |
| 9                  | Virginie Govignon        | 11 h 18 min 59 s |
| 10                 | Elisabet Bertran Masanes | 11 h 55 min 32 s |

### Nations
| Rang               | Pays    | Total |
| ------------------ | ------- | ----- |
| Médaille d'or      | Espagne | 858   |
| Médaille d'argent  | France  | 620   |
| Médaille de bronze | Italie  | 584   |